# Cheese
Cheese is het eerste studioalbum van Stromae. Het werd uitgebracht op 14 juni 2010 en bevat onder meer de singles Alors on danse en Te quiero.
Het album bereikte de nummer 1-positie in de Waalse Ultratop. Ook in Vlaanderen, Frankrijk en Griekenland bereikte Cheese de top 10. In België haalde het album twee keer platina, in Frankrijk werd het beloond met een gouden plaat.

## Nummers
| Nr. | Titel              | Schrijver(s) | Producent(en)            | Duur |
| --- | ------------------ | ------------ | ------------------------ | ---- |
| 1.  | Bienvenue chez moi | Stromae      | Mosaert                  | 2:55 |
| 2.  | Te quiero          | Stromae      | Mosaert                  | 3:23 |
| 3.  | Peace or Violence  | Stromae      | Mosaert                  | 3:08 |
| 4.  | Rail de musique    | Stromae      | Mosaert                  | 4:08 |
| 5.  | Alors on danse     | Stromae      | Dimitri Borrey · Mosaert | 3:26 |
| 6.  | Summertime         | Stromae      | Mosaert                  | 3:04 |
| 7.  | Dodo               | Stromae      | Mosaert                  | 3:58 |
| 8.  | Silence            | Stromae      | Mosaert                  | 4:40 |
| 9.  | Je cours           | Stromae      | Mosaert                  | 3:15 |
| 10. | House'llelujah     | Stromae      | Mosaert                  | 3:59 |
| 11. | Cheese             | Stromae      | Mosaert                  | 3:02 |